# Biondia henryi
Biondia henryi là một loài thực vật có hoa trong họ La bố ma. Loài này được (Warb. ex Schltr. & Diels) Tsiang & P.T.Li mô tả khoa học đầu tiên năm 1974.